# Hypsicera watanabei
Hypsicera watanabei là một loài tò vò trong họ Ichneumonidae.